# Copelatus mbokoensis
Copelatus mbokoensis är en skalbaggsart som beskrevs av Bilardo och Rocchi 2006. Copelatus mbokoensis ingår i släktet Copelatus och familjen dykare. Inga underarter finns listade i Catalogue of Life.